# Greklands herrlandslag i fotboll

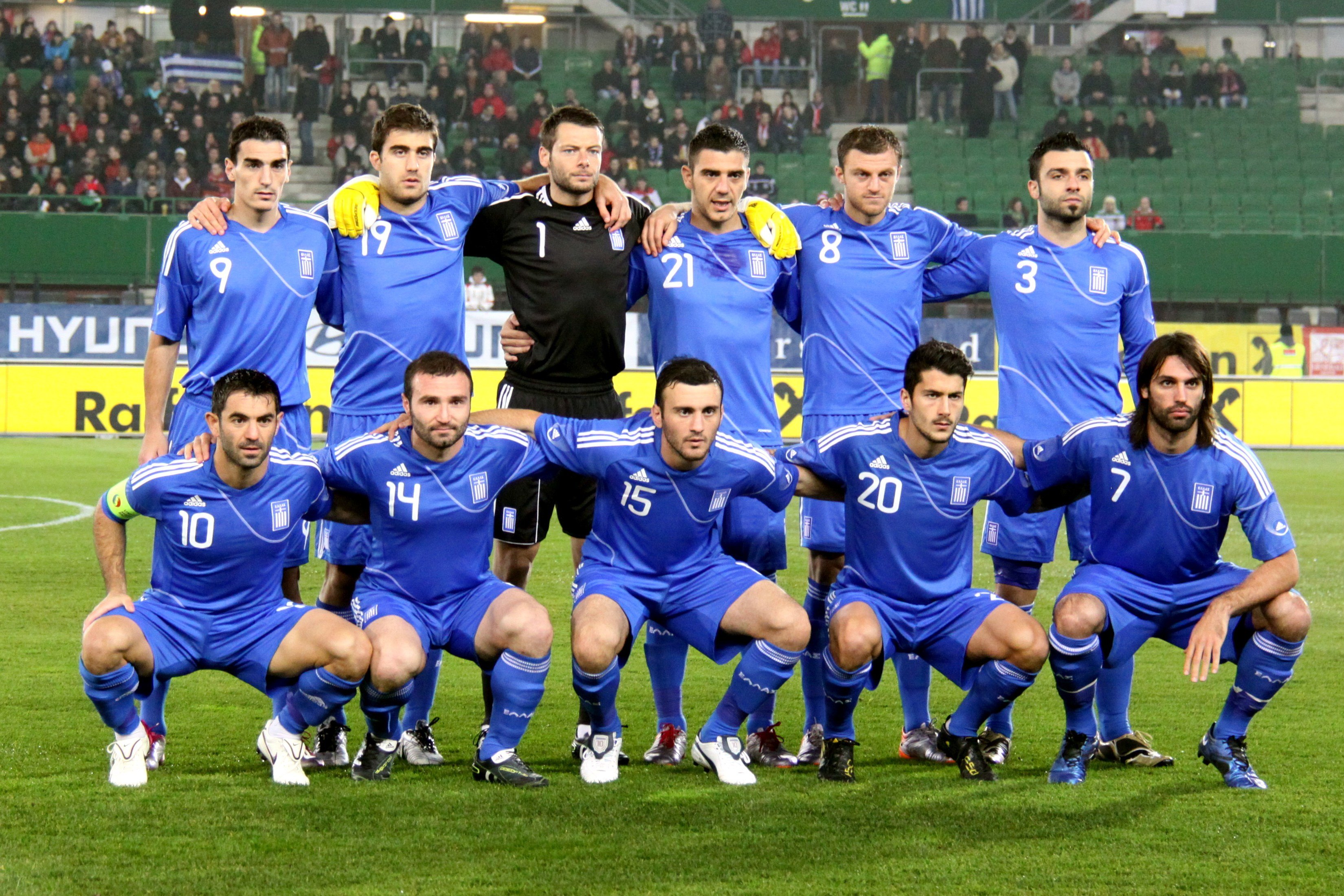
Greklands herrlandslag i fotboll (2010-11-17)

Greklands herrlandslag i fotboll representerar Grekland i fotboll. Grekland spelar vanligtvis sina hemmamatcher på Atens Olympiastadion. Sedan februari 2022 är Gus Poyet landslagets förbundskapten. I EM 2004 vann Grekland guld efter att man slagit Portugal i finalen, förbundskaptenen då var Otto Rehhagel.

## Historik
Det grekiska fotbollsförbundet bildades 1926 när tre stora lokala förbund slogs ihop. Året därpå blev man medlem i Fifa och 1954 i Uefa.
Grekland spelade sin första landskamp den 28 augusti 1920, då man deltog i de olympiska spelen i Antwerpen. Motståndare i premiärmatchen var Sverige, mot vilka Grekland föll med 0-9. Den hittills största segern i lagets i historia kom i en landskamp hemma mot Syrien den 25 november 1949, då man vann med 8-0. De största förlustsiffrorna hittills är 1-11, som kom i en bortamatch mot Ungern i kvalet till 1938 års VM.

### EM-kval
I kvalet till 1968 års EM i Italien nådde man andra plats i gruppen bakom Sovjetunionen. Detta upprepades 1976 efter bland annat två oavgjorda möten med Västtyskland.
Det var dock först i 1980 års kval till EM i Italien som man lyckades toppa sin grupp. Trots en inledande förlust mot Finland lyckades man senare slå finländarna med 8-1 i det andra mötet. Grekland besegrade även Ungern och Sovjetunionen i hemmamöten.
Grekland gjorde ett bra kval till EM 1996 och slutade som grupptrea efter fyra förluster och segrar i de övriga matcherna. Man vann bland annat mot Skottland hemma. I 1988 års kval lyckades man sluta som grupptvåa bakom Nederländerna som senare vann hela turneringen.
Inte förrän 2004 lyckades man ta sig till sitt andra slutspel. Grekland hade ett bra lag som var stabila och lyckades tillsammans med Portugal gå vidare från gruppen.
De slog ut förra EM mästarna Frankrike i kvarten. Även Tjeckien förlorade mot ett starkt grekiskt spel i semifinalen.
I finalen spelade Grekland mot Portugal och vann EM guldet 2004

### EM 1980
Grekland hamnade i en tuff grupp tillsammans med Nederländerna, Tjeckoslovakien och Västtyskland. I första matchen mot Nederländerna bjöd man på hårt motstånd, men förlorade med 0-1 efter ett straffmål av Kees Kist i mitten av den andra halvleken. I den andra matchen gick det ännu sämre då man förlorade med 1-3 mot Tjeckoslovakien. Grekland var redan borträknat ur medaljstriden, men ordnade ändå en poäng mot de blivande mästarna Västtyskland (0-0). Man kom sist i turneringen och gruppen med en poäng och målskillnaden 1-4. Greklands enda mål gjordes av Nikos Anastopoulos.

### EM 2004 - EM-Guldet
Greklands deltagande i detta slutspel var en stor framgång i sig då man endast spelat två större mästerskap tidigare.
Grekland överraskade hemmalaget Portugal i öppningsmatchen när man vann med 2-1. Redan i den sjunde minuten gjorde Giorgos Karagounis 1-0. 2-1-målet kom på straffspark. Gruppspelsomgången blev dock tuff, då man endast lyckades nå oavgjort mot Spanien och förlorade mot Ryssland. Grekland tog sig vidare från gruppen tack vare fler gjorda mål än Spanien.
Den stora skrällen kom dock i kvartsfinalen när man slog ut de regerande mästarna Frankrike. Angelos Charisteas mål tillkom mycket tack vare förarbete av lagkaptenen Zagorakis. I semifinalen slog man ut Tjeckien på övertid. Det blev återigen Portugal man mötte i finalen. Hemmalaget skulle dock åka på en ny förlust. Matchen avgjordes av hjälten från Frankrike-matchen, Angelos Charisteas, som nickade in det enda målet i matchen. Grekland vann alltså överraskande för första gången ett stort mästerskap, mycket tack vare sitt disciplinerade försvarsspel.

### EM 2008 - Inga poäng och ut i gruppspelet
Grekland var tillbaka EM 2008 men kunde dock inte göra en likadan turnering som för fyra år sedan. Man hamnade i en grupp med Sverige, Ryssland och Spanien, där Spanien var de stora favoriterna medan Sverige, Ryssland och Grekland tippades konkurrera om andraplatsen. I första matchen stod Sverige för motståndet. Ställningen 0-0 stod sig till och med den 65:e minuten då Zlatan Ibrahimović gjorde 0-1. Petter Hansson utökade till 0-2 några minuter senare. Efter nederlaget stod Ryssland på tur. Det blev 0-1 till Ryssland, som gjorde ett enkelt mål efter en halvtimme. I den sista matchen mötte man ett reservbetonat spanskt lag, då spanjorerna redan var klara segrare i gruppen. Även om matchen även var betydelselös för Greklands del, inledde man starkt. Före första halvlekens slut gjorde Angelos Charisteas, guld-hjälten från 2004, mål så det stod 1-0 till Grekland i halvtid. Efter en timme utjämnade Spanien 1-1. Detta såg ut att bli slutresultatet, men Spanien vann ändå till slut med 1-2, efter ett mål på övertid.

### VM-kval
Framgångarna i VM-kvalen har varit få. I 1994 års VM i USA deltog Grekland för första gången efter att man vunnit sin kvalgrupp före Ryssland. Mästerskapet blev dock en besvikelse på grund av tre raka förluster.
Som Europa-mästare lyckades man inte ta sig vidare från 2006 års VM-kval. Den avgörande matchen var förlusten borta mot Danmark i slutskedet av kvalet. Matchen visade sig vara betydelselös för Danmark i slutändan, men den petade ner grekerna till fjärde plats i gruppen.
Grekland kvalade in till VM 2010 genom att slå Ukraina i playoff-skedet med sammanlagt 1-0, efter att man slutat tvåa i sin kvalgrupp, en poäng efter Schweiz. I gruppspelet mötte man Argentina, Nigeria och Sydkorea. Grekland förlorade sin öppningsmatch mot Sydkorea med 0-2. I nästa match tog man en 2-1-seger mot Nigeria. I sista matchen förlorade man med 0-2 mot Argentina, vilket ledde till att man inte tog sig vidare från gruppspelet.
- 1930 - Ställde ej upp
- 1934 - Drog sig ur under kvalet
- 1938 - Kvalade inte in
- 1950 - Ställde ej upp
- 1954 till 1990 - Kvalade inte in
- 1994 - Första omgången
- 1998 till 2006 - Kvalade inte in
- 2010 - Första omgången
- 2014 - Åttondelsfinal
- 2018 - Kvalade inte in

### Övriga turneringar
Grekland var inbjudna till Fifa Confederations Cup 2005 i Tyskland (även känt som För-VM) i egenskap av Europamästare. Laget gjorde dock en svag turnering. Förluster mot Brasilien och Japan följdes upp med en mållös match mot Mexiko. Man lyckades inte göra ett enda mål i turneringen.

## Spelartruppen
Följande spelare är uttagna till VM-kvalet mot Georgien och Sverige den 9 respektive 12 oktober 2021. 
Matcher och mål är korrekta per den 9 oktober 2021 efter matchen mot Georgien.
| Nr | Pos. | Namn                    | Födelsedatum (ålder) | Matcher | Mål |               | Klubb              |
| -- | ---- | ----------------------- | -------------------- | ------- | --- | ------------- | ------------------ |
| 1  | MV   | Odysseas Vlachodimos    | 26 april 1994        | 18      | 0   | Portugal      | Benfica            |
| 12 | MV   | Alexandros Paschalakis  | 28 juli 1989         | 3       | 0   | Grekland      | PAOK               |
| 13 | MV   | Giorgos Athanasiadis    | 7 april 1993         | 0       | 0   | Moldavien     | Sheriff Tiraspol   |
|    |      |                         |                      |         |     |               |                    |
| 2  | F    | Manolis Saliakas        | 11 september 1996    | 2       | 0   | Grekland      | PAS Giannina       |
| 3  | F    | Georgios Tzavelas       | 26 november 1987     | 43      | 3   | Grekland      | AEK Aten           |
| 4  | F    | Konstantinos Mavropanos | 11 december 1997     | 6       | 0   | Tyskland      | VfB Stuttgart      |
| 6  | F    | Dimitris Giannoulis     | 17 oktober 1995      | 16      | 0   | England       | Norwich City       |
|    | F    | Pantelis Chatzidiakos   | 18 januari 1997      | 11      | 0   | Nederländerna | AZ                 |
| 19 | F    | Achilleas Poungouras    | 13 december 1995     | 0       | 0   | Grekland      | Panathinaikos      |
| 21 | F    | Kostas Tsimikas         | 12 maj 1996          | 13      | 0   | England       | Liverpool          |
| 22 | F    | Kostas Stafylidis       | 2 december 1993      | 32      | 2   | Tyskland      | VfL Bochum         |
|    | F    | Leonardo Koutris        | 29 juli 1995         | 7       | 0   | Tyskland      | Fortuna Düsseldorf |
|    |      |                         |                      |         |     |               |                    |
| 5  | MF   | Andreas Bouchalakis     | 5 april 1993         | 23      | 0   | Grekland      | Olympiakos         |
| 8  | MF   | Sotiris Alexandropoulos | 26 november 2001     | 1       | 0   | Grekland      | Panathinaikos      |
| 14 | MF   | Dimitris Pelkas         | 26 oktober 1993      | 21      | 1   | Turkiet       | Fenerbahçe         |
| 15 | MF   | Thanasis Androutsos     | 6 maj 1997           | 7       | 1   | Grekland      | Olympiakos         |
| 20 | MF   | Petros Mantalos         | 31 augusti 1991      | 39      | 4   | Grekland      | AEK Aten           |
| 23 | MF   | Manolis Siopis          | 14 maj 1994          | 11      | 0   | Turkiet       | Trabzonspor        |
|    |      |                         |                      |         |     |               |                    |
| 7  | A    | Giorgos Masouras        | 1 januari 1994       | 20      | 2   | Grekland      | Olympiakos         |
| 9  | A    | Anastasios Douvikas     | 2 augusti 1999       | 4       | 1   | Nederländerna | Utrecht            |
| 10 | A    | Christos Tzolis         | 30 januari 2002      | 10      | 1   | England       | Norwich City       |
| 11 | A    | Anastasios Bakasetas    | 28 juni 1993         | 42      | 5   | Turkiet       | Trabzonspor        |
| 16 | A    | Vangelis Pavlidis       | 21 november 1998     | 18      | 5   | Nederländerna | AZ                 |
| 18 | A    | Dimitris Limnios        | 27 maj 1998          | 16      | 2   | Nederländerna | Twente             |
|    | A    | Marios Vrousai          | 2 juli 1998          | 4       | 0   | Grekland      | Olympiakos         |